# Pjotr Alexandrowitsch Saburow

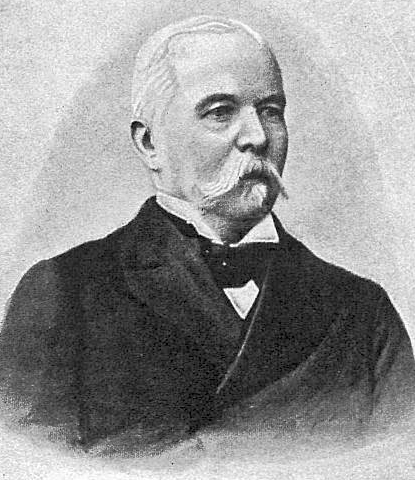
Pjotr Alexandrowitsch Saburow

Pjotr Alexandrowitsch Saburow (russisch Пётр Александрович Сабуров; * 22. Märzjul. / 3. April 1835greg. in Veryaevo, Bezirk Elatma; † 1918 in Petrograd) war ein russischer Diplomat und Beamter.

## Leben
1854 trat er in den russischen Staatsdienst ein, ab 1856 war er für das Außenministerium tätig. Er arbeitete an den russischen Botschaften in München, London und Karlsruhe. 1870 wurde er Botschafter in Griechenland, 1879 Botschafter in Deutschland. Als solcher vertrat er auch Russland auf der Berliner Konferenz 1880. 1884 kehrte er nach Sankt Petersburg zurück und wurde Mitglied des Regierenden Senats. Im Jahr 1900 wurde er Mitglied des Staatsrats.
Saburow war auch ein bekannter Schachspieler und -liebhaber.
Familie
Pjotr Alexandrowitsch Saburow war der Bruder des späteren Ministers für öffentliche Bildung des Russischen Reiches Andrei Alexandrowitsch Saburow. Er heiratete 1870 Luise Therese Leontine Vitzthum von Eckstädt (1849–1916), Tochter von Albert Friedrich Vitzthum von Eckstädt. Ihr Sohn war Pjotr Petrowitsch Saburow (1880–1932).

## Sammlung Sabouroff
Während seiner Zeit in Griechenland trug er eine bedeutende Sammlung von Antiken zusammen. Diese wurde von Adolf Furtwängler in Berlin bearbeitet und publiziert. Bei seinem Weggang aus Berlin im Frühjahr 1884 wurde die Sammlung aufgelöst. Die Vasen, die Skulpturen sowie den größten Teil der Bronzen erwarb die Antikensammlung der Berliner Museen für 340.000 Mark, darunter den Kopf Sabouroff und den Jüngling von Salamis. Die Terrakotten, darunter zahlreiche Tanagra-Figuren, wurden von der Eremitage in Sankt Petersburg erworben.
John D. Beazley benannte nach ihm den Sabouroff-Maler, auch der Kopf Sabouroff in Berlin ist nach ihm benannt.

## Veröffentlichungen
- Ma mission à Berlin 1879–1884. Trenké et Fusnot, St-Pétersbourg 1914.
  - englische Fassung: J. Y. Simpson: The Saburov Memoirs: or Bismarck and Russia: Being Fresh Light on the Leagues of the Three Emperors, 1881. Cambridge University Press, Cambridge 1929, Nachdruck Cambridge 2012, ISBN 978-1-107-62647-8.